# NGC 7719-1
NGC 7719-1 is een spiraalvormig sterrenstelsel in het sterrenbeeld Waterman. Het hemelobject werd in 1886 ontdekt door de Amerikaanse astronoom Francis Preserved Leavenworth.

## Synoniemen
- ESO 536-12
- IRAS 23354-2315
- PGC 71961